# Mitteldeutsches Chemiedreieck

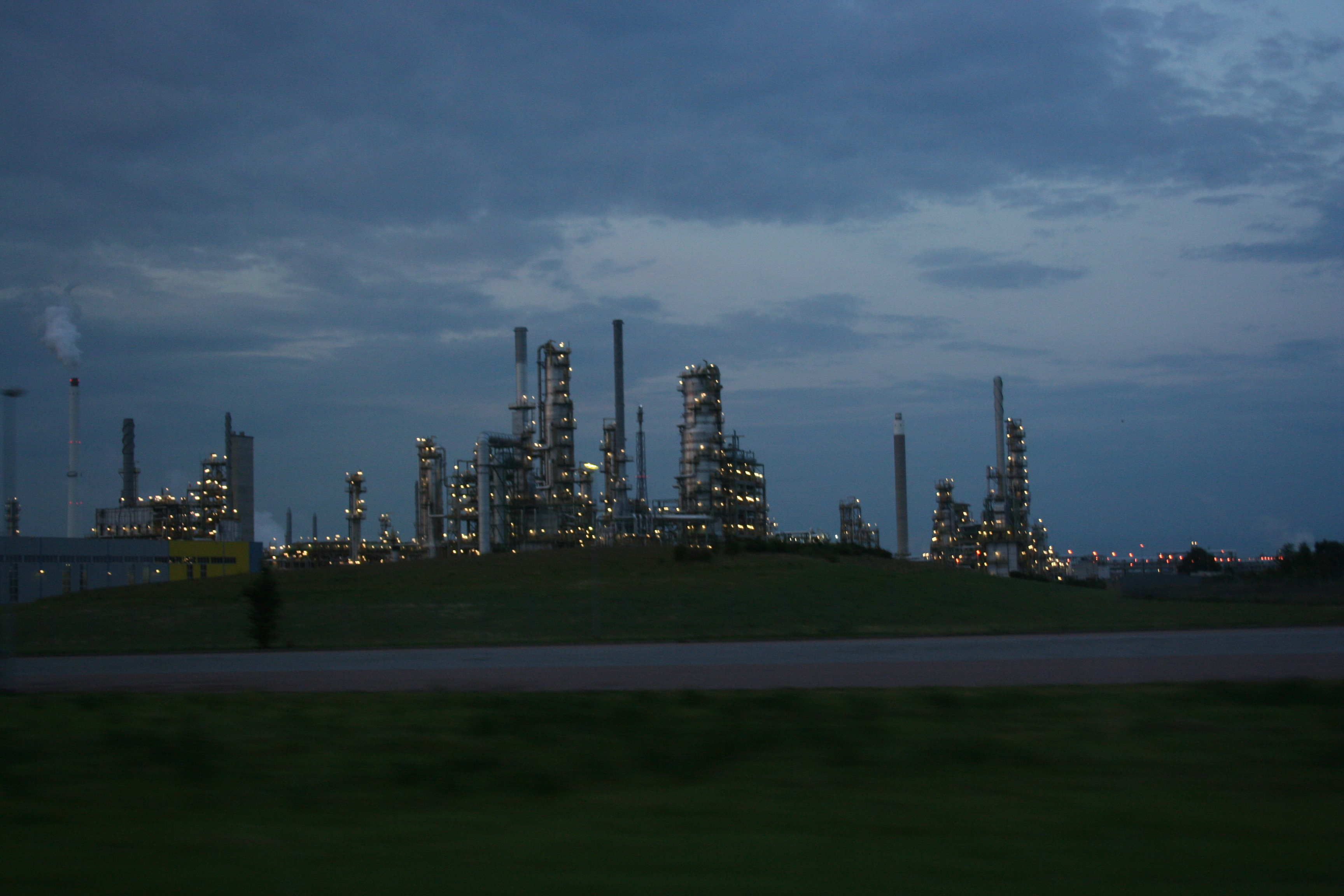
Leunawerke

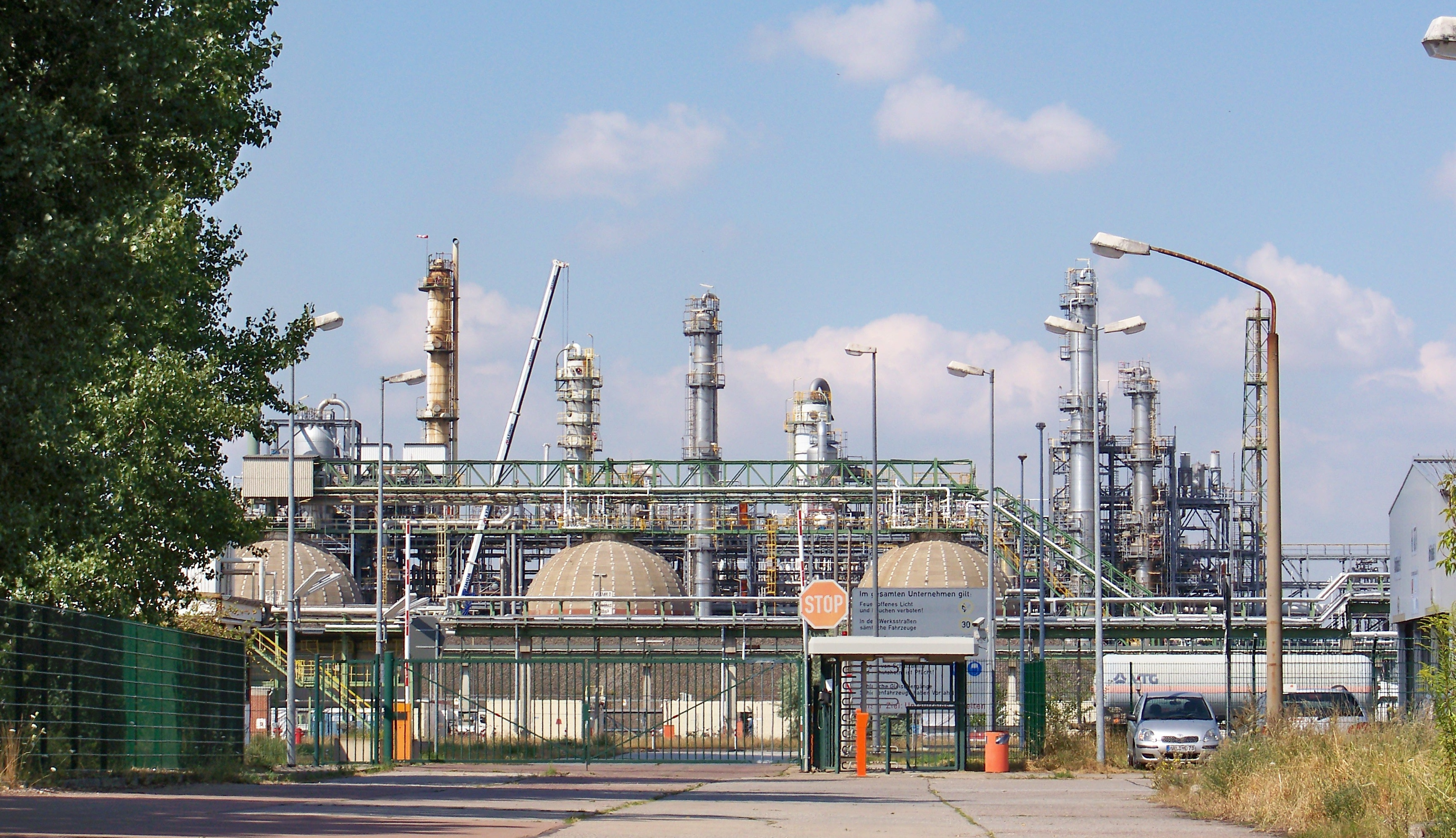
Buna Werke in Schkopau

Mit dem Begriff Mitteldeutsches Chemiedreieck (regional wird nur von Chemiedreieck gesprochen) ist der industrielle Ballungsraum um die Städte Halle (Saale), Merseburg und Bitterfeld im Land Sachsen-Anhalt gemeint. Der Name leitet sich vom vorherrschenden Industriezweig in dieser Region – der Chemie- und erdölverarbeitenden Industrie – ab.
Es wird oft auch vom Chemiedreieck Leuna-Buna-Bitterfeld gesprochen, da diese Standorte die ältesten und prägendsten in der Region sind. Buna steht dabei nicht für eine Stadt Buna, sondern für den ersten synthetischen Kautschuk, der in den eigens errichteten Buna-Werken in Schkopau produziert wurde. Heute produziert die Synthos S.A. in Schkopau synthetischen Kautschuk, der unter dem Namen BUNA SB vermarktet wird.

## Chemiestandorte
- Bitterfeld
- Schkopau ( Buna-Werke)
- Leuna

## Geschichte

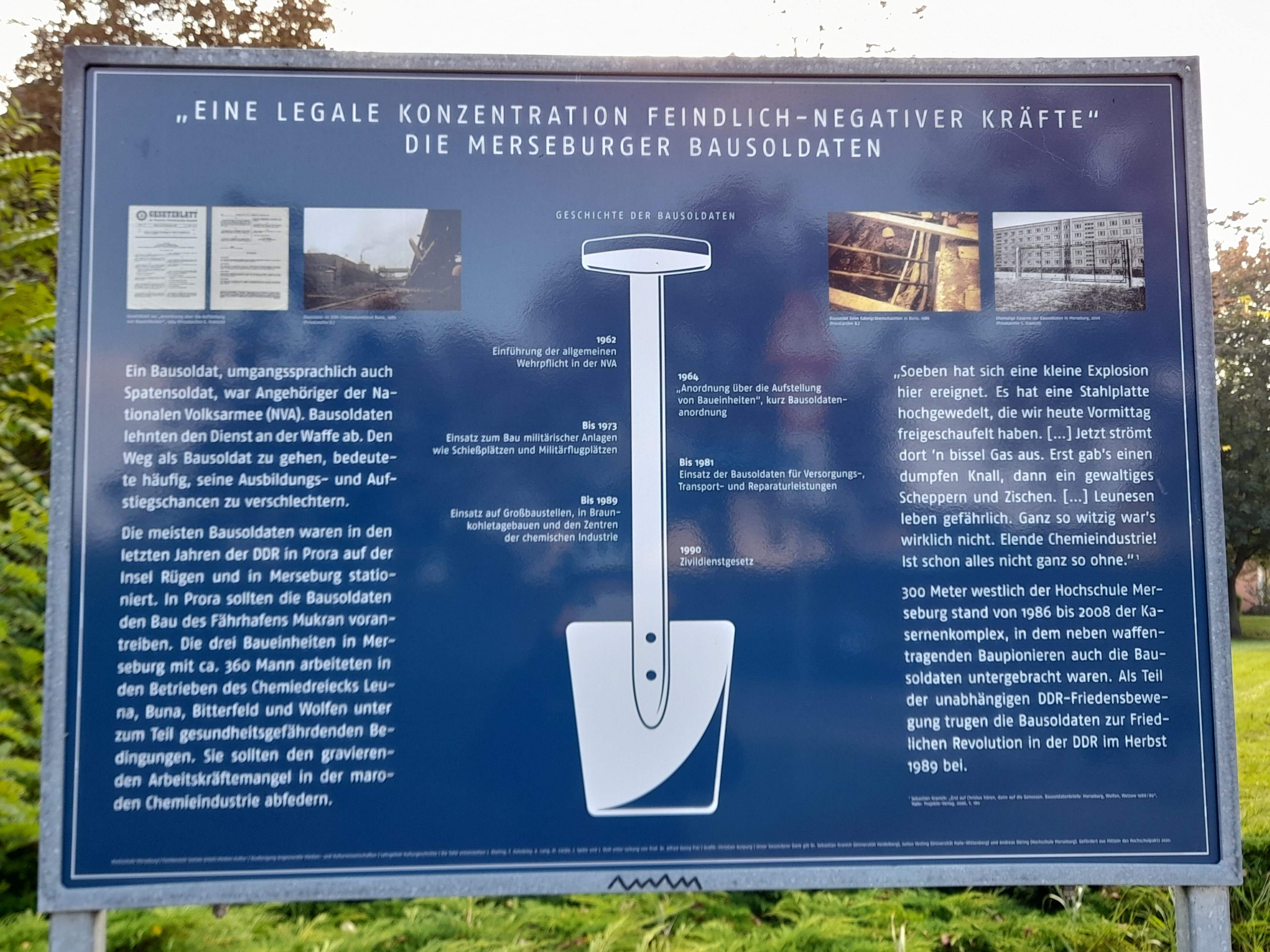
Hinweisschild in Merseburg am Platz der Bausoldaten über die Arbeit der Bausoldaten im Mitteldeutschen Chemiedreieck unter zum Teil gesundheitsgefährdenden Bedingungen

Ende der 1950er Jahre wurde der Werbeslogan „Plaste und Elaste aus Schkopau“ eingeführt, um das Produktspektrum der damaligen Chemische Werke Buna zu bewerben. Der Slogan fand sich vor allem auf Werbeplakaten und als Leuchtwerbung. Die wohl bekannteste Leuchtwerbung war an einem Turm am nördlichen Brückenkopf der Elbebrücke Vockerode im Zuge der Transitstrecke Berlin – Hof (jetzige Bundesautobahn 9) angebracht.
Der teilweise Erhalt der Standorte nach 1990 durch die Treuhandanstalt  erforderte hohe Investitionen von ca. 1 Million DM pro Arbeitsplatz und war politisch umstritten, vor allem weil die Forschungs- und Entwicklungspotenziale der Region als verschlissen galten. Für den Standorterhalt sprach aus Sicht der Politik wie der damaligen IG Chemie-Papier-Keramik die Tatsache einer „chemieerfahrenen“ Belegschaft bzw. Anwohnerschaft.